# Xã Upper Frankford, Quận Cumberland, Pennsylvania
Xã Upper Frankford (tiếng Anh: Upper Frankford Township) là một xã thuộc quận Cumberland, tiểu bang Pennsylvania, Hoa Kỳ. Năm 2010, dân số của xã này là 2.005 người.